# Maanaim

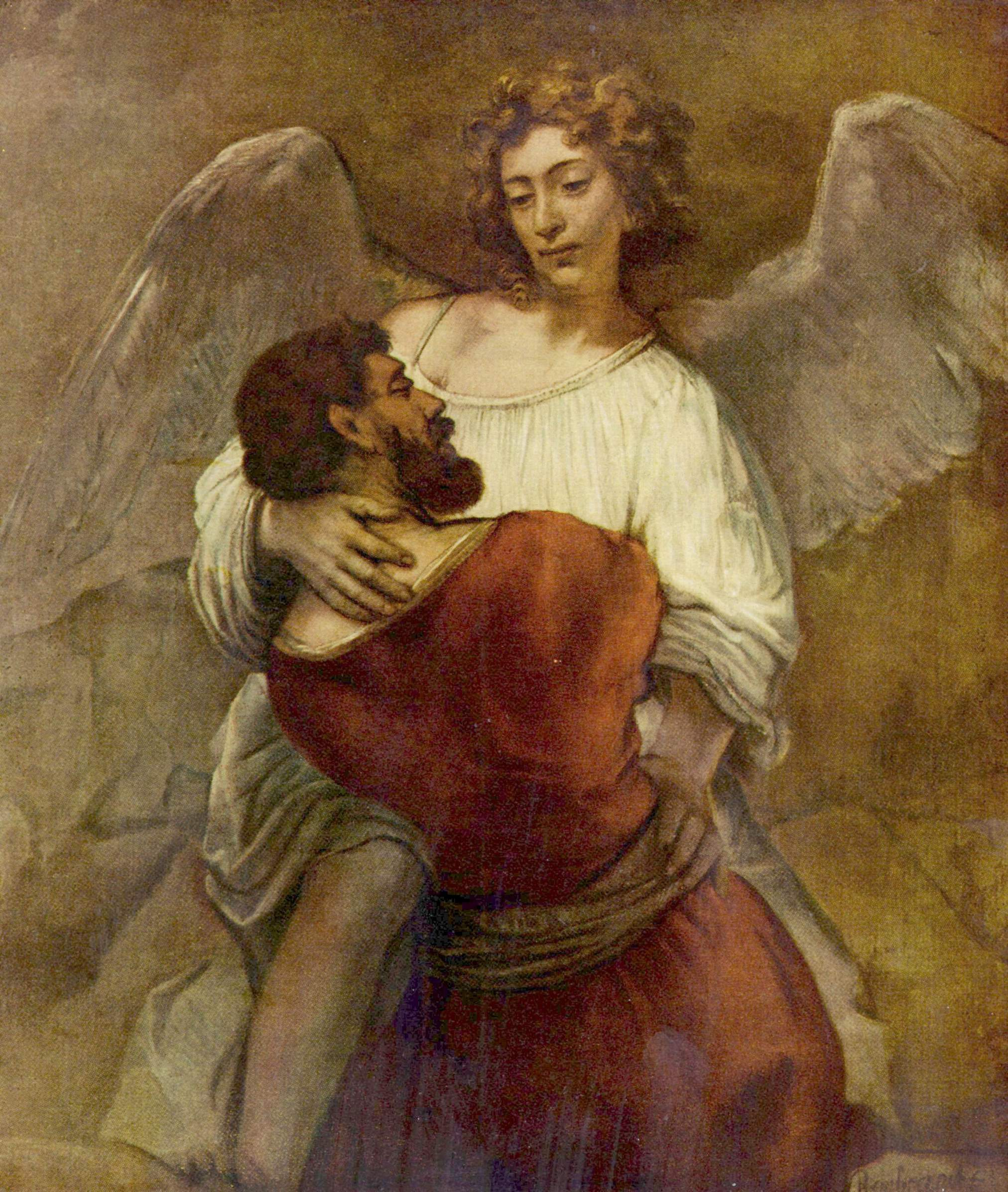
a luta de Jacó com o anjo

Maanaim (em hebraico: מחנים, "dois campos") é um lugar próximo a Jaboque, mencionado diversas vezes na bíblia. Sua localização exata é muito incerta, sendo que os dados bíblicos são inconclusivos. Apesar de dois possíveis locais terem sido identificados, o mais amplamente aceito, estima-o a aproximadamente dez milhas a leste do rio Jordão. O outro, está localizado nove milhas a mais do montante no rio Jaboque. Maanaim situa-se na mesma área geral de Jabes-Gileade.
O local é mencionado pela primeira vez na bíblia como o lugar onde Jacó, retornando de Padã-Arã para o sul de Canaã, teve uma visão de anjos (Gênesis 32:2). A concepção de Jacó de que aquele lugar fosse "o campo de Deus", o levou a chamá-lo de Maanaim - Dois Campos ou Duas Companhias, para lembrar a ocasião do compartilhamento de sua própria companhia com o lugar de Deus. Mais tarde na história, Jacó é movido pelo medo com a aproximação de seu irmão (o qual tinha razões para temer) e como resultado, sua comitiva foi dividida em duas tropas (duas companhias), daí a cidade construída no local levou como nome duas tropas. Isto é considerado como um caso claro de etimologia popular para o nome do local, pela maioria dos acadêmicos críticos, e, embora a forma do nome parecer ser dupla (duas, dois ...), desta forma muitos estudiosos nos dias de hoje preferem considerar a terminação neste caso como uma adulteração de um encerramento mais breve. Do ponto de vista dos acadêmicos críticos, o nome do lugar era originalmente tropa e isto leva a presença dos anjos na história ser questionada. Maanaim pode ter sido um santuário de tempos muito antigos. Segundo a narrativa bíblica, tornou-se uma cidade levítica (Josué 13:26, Josué 13:30, Josué 21:38; 1 Crônicas 6:80), embora de acordo com estudiosos críticos tenha sido sempre uma cidade associada com a santidade.
A dança de Manaaim é mencionada em Cânticos de Salomão 6:13.